# Falls Creek, Pennsylvania
Falls Creek är en ort i Clearfield County och Jefferson County i delstaten Pennsylvania, USA.